# Docteur Norman Bethune
Pour plus de détails, voir Fiche technique et Distribution.
Docteur Norman Bethune (Bethune: The Making of a Hero) est un film canadien réalisé par Phillip Borsos, sorti en 1990.

## Synopsis
La vie et la mort de Norman Bethune qui fut un médecin de nationalité canadienne ayant servi comme chirurgien pendant la guerre civile chinoise.

## Fiche technique
- Titre original : Bethune: The Making of a Hero
- Titre français : Docteur Norman Bethune
- Réalisation : Phillip Borsos
- Scénario : Ted Allan
- Photographie : Raoul Coutard et Mike Molloy
- Montage : Angelo Corrao et Yves Langlois
- Musique : Alan Reeves (en)
- Pays d'origine : Canada
- Format : Couleurs
- Genre : biographie
- Durée : 168 minutes
- Date de sortie : 1990

## Distribution
- Donald Sutherland (VQ : Ronald France) : Dr Norman Bethune
- Helen Mirren (VQ : Élizabeth Lesieur) : Frances Penny Bethune
- Helen Shaver (VQ : Claudie Verdant) : Mrs Dowd
- Colm Feore (VQ : Carl Béchard) : Chester Rice
- James Pax (en) (VQ : Alain Zouvi) : Mr Tung
- Guo Da (VQ : Marc Labrèche) : Dr Chian
- Anouk Aimée (VQ : elle-même) : Marie-France Coudaire
- Ronald Pickup (VQ : Léo Ilial) : Alan Coleman
- James Hong : Leung
- Yvan Ponton : Frank Coudaire
- Michael Sinelnikoff (en) : Dr Keller
- Sophie Faucher : l'infirmière MacKenzie
- Lorne Brass : Photographe
- Timothy Webber : Reporter
- Joëlle Morin : la fille malade
- David Francis